# Karl Zeiner
Karl Friedrich Jakob Zeiner (ur. 5 października 1906 w Znaim, zm. ?) – zbrodniarz nazistowski, członek załogi niemieckich obozów koncentracyjnych Auschwitz-Birkenau i Dachau oraz SS-Unterscharführer. 
Z zawodu dentysta. Członek SS od 1 listopada 1938, NSDAP od 15 listopada 1938 i Waffen-SS od 26 maja 1941. Od 26 maja 1941 do sierpnia 1943 pełnił służbę w obozie Auschwitz-Birkenau. Początkowo Zeiner był wartownikiem, ale w styczniu 1943 został pracownikiem obozowej służby dentystycznej (Zahnstation). 4 czerwca 1943 przydzielono go również do służby sanitarnej SS. W sierpniu 1943 przeniesiono go do Dachau, gdzie pozostał do kwietnia 1945 i był tam również członkiem obozowej służby dentystycznej.
19 marca 1948 został skazany przez polski Sąd Okręgowy w Krakowie na 6 lat pozbawienia wolności. Zwolniony z więzienia w 1953.